# 환상향
《환상향》(幻想郷 겐소쿄[*], Gensoukyou)은 동인 서클 〈상하이 앨리스 환악단〉에서 만든 탄막 슈팅 게임 《동방 프로젝트》의 무대가 되는 세계이다. 동방 프로젝트의 작품군은 이 환상향 안에서 일어나는 사건이나 괴현상을 주제로 한 줄거리가 전개된다.
〈환상향〉이라는 단어가 처음으로 동방 프로젝트에 나온 것은 동방 프로젝트 제4 탄 《동방환상향 〜 Lotus Land Story.》(이하 《동방환상향》)의 이름의 일부로서였지만, 땅 이름으로서 처음으로 쓰인 것은 제6 탄 《동방홍마향 〜 the Embodiment of Scarlet Devil.》(이하 《홍마향》) 및 《홍마향》과 같은 시기에 반포된 음악 CD 《봉래인형 〜 Dolls in Pseudo Paradise》(이하 《봉래인형》)이며, 제6 탄보다 전에는 〈어느 동쪽 나라의 산 속〉 등으로 표기되어 있다.